# Russell Gilbrook
Russell Gilbrook (Londra, 17 maggio 1964) è un batterista britannico noto per essere il batterista della band heavy metal inglese degli Uriah Heep.

## Biografia
A partire dalla metà degli anni novanta si è affermato definitivamente nella scena rock, supportando artisti quali Greg Bissonette e Liberty DeVitto.
A partire dal 2000 ha collaborato con musicisti quali Tony Iommi, Lonnie Donegan, John Farnham, Van Morrison e Tobias Sammet.
Nel 2007 è entrato negli Uriah Heep, mentre dal 2012 al 2014 ha fatto parte della band Avantasia.

## Discografia

### Con gli Uriah Heep
- 2008 - Wake the Sleeper
- 2011 - Into the Wild
- 2014 - Outsider
- 2018 - Living the Dream
- 2023 - Chaos & Colour

### Con gli Avantasia
- 2013 - The Mystery of Time

### Collaborazioni
- 1988 - Speed of light - Peter Bardens
- 1994 - 40 years jubilee - Live at Sägewerk - Chris Barber